# Měchurka

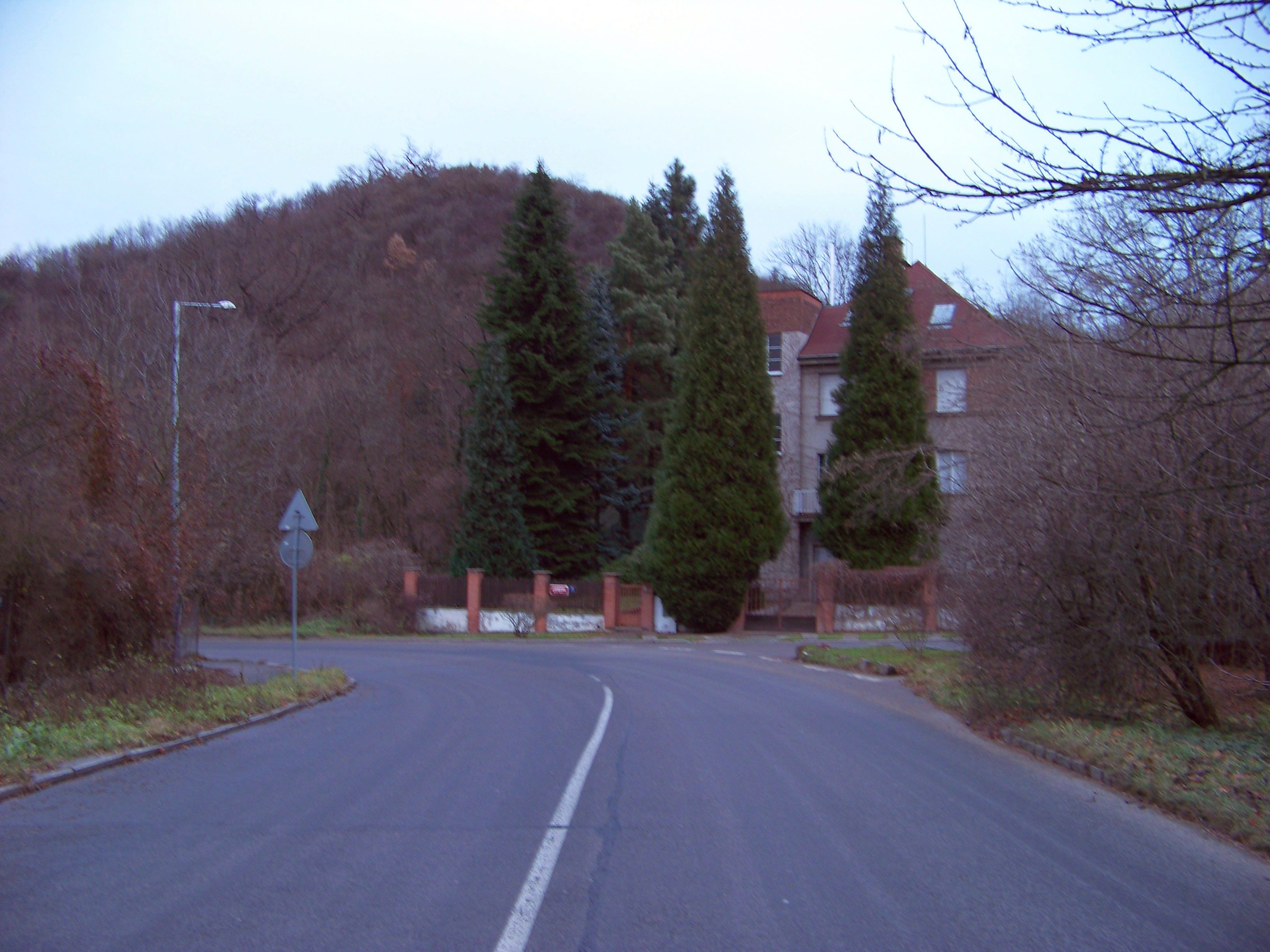
Zatáčka u Měchurky s vilou 768/31 a kopec Smrťovka

Měchurka byla zemědělská usedlost v katastru pražské čtvrti Košíře (č. p. 767, původně ale č. p. 149 na katastru Smíchova) v dolní třetině Jinonické ulice. Těsně sousedila s vilou Božínka cestovatele A. V. Friče. Stavení Měchurky bylo přikrčeno pod svahem vrchu Smrťovka (290 m n. m.) pod usedlostí Šalamounka. Těsně u silnice bylo přízemní obytné stavení se silnými kamennými zdmi a malými okny, vedle kterého byla typická selská brána, kterou se vjíždělo do dvora. Dvůr byl obehnán zdí v místech, kde nebyly budovy. Hospodářské budovy, stáj pro koně a krávy a malá stodola byly na dvoře těsně pod svahem.
Posledním majitelem byl pan Miler, který provozoval povoznictví s párem koní, na svahu nad stavením pěstoval zeleninu. Byl tam také ovocný sad. Po smrti posledního majitele byla usedlost od 70. let 20. století opuštěná a rychle chátrala.
Měchurka byla srovnána se zemí stejně jako mnoho dalších košířských objektů údajně proto, aby nepůsobily špatným dojmem při přísunu cvičenců a diváků na jižní tribuny strahovského stadionu při spartakiádě. K definitivní demolici došlo v roce 1989. Fričovu vilu Božínku potkal tento osud o 20 let později, kdy již zapůsobila „ruka trhu“.

## Etymologie
Název pocházel od pražského měšťana Jana Měchury, tchána Františka Palackého. Usedlost vznikla nejpozději na počátku 19. století. Dnes je Měchurkou nazývána také vila v Jinonické ul. 31 (č. p. 768).